# SPA Müggelspree
SPA Müggelspree este o arie protejată (arie de protecție specială avifaunistică — SPA) din Germania întinsă pe o suprafață de 800,24 ha, integral pe uscat.

## Localizare
Centrul sitului SPA Müggelspree este situat la coordonatele 52°24′48″N 13°42′25″E / 52.4133°N 13.7069°E.

## Înființare
Situl SPA Müggelspree a fost declarat arie de protecție specială avifaunistică în noiembrie 1997 pentru a proteja 15 specii de animale.

## Biodiversitate
Situată în ecoregiunea continentală, aria protejată nu include niciun habitat protejat.
La baza desemnării sitului se află mai multe specii protejate de  păsări (15): lăcar-de-lac (Acrocephalus scirpaceus), pescăruș albastru (Alcedo atthis), chirighiță neagră (Chlidonias niger), erete de stuf (Circus aeruginosus), cristeiul de câmp (Crex crex), ciocănitoare neagră (Dryocopus martius), muscar (Ficedula parva), Grus grus grus, codalb (Haliaeetus albicilla), sfrâncioc roșiatic (Lanius collurio), ciocârlie de pădure (Lullula arborea), gaia neagră (Milvus migrans), gaia roșie (Milvus milvus), viespar (Pernis apivorus), silvie porumbacă (Sylvia nisoria)